# كرة السلة في الألعاب الأولمبية الصيفية 2004 - تشكيلات منتخبات السيدات
هذه قائمة اللاعبات اللاتي كنَّ في قوائم الفرق التي شاركت في الألعاب الأولمبية الصيفية 2004 ضمن بطولة كرة السلة للسيدات.

## المجموعة أ

### أستراليا
فيما يلي قائمة منتخب أستراليا في بطولة كرة السلة للسيدات في الألعاب الأولمبية الصيفية 2004.

### البرازيل
التشكيلة التالية تمثل منتخب البرازيل في منافسات كرة السلة للسيدات خلال دورة الألعاب الأولمبية الصيفية 2004.

### اليونان
التشكيلة التالية تمثل منتخب اليونان في منافسات كرة السلة للسيدات خلال دورة الألعاب الأولمبية الصيفية 2004.

### اليابان
التشكيلة التالية تمثل منتخب اليابان في منافسات كرة السلة للسيدات خلال دورة الألعاب الأولمبية الصيفية 2004.

### نيجيريا
التشكيلة التالية تمثل منتخب نيجيريا في منافسات كرة السلة للسيدات خلال دورة الألعاب الأولمبية الصيفية 2004.

### روسيا
التشكيلة التالية تمثل منتخب روسيا في منافسات كرة السلة للسيدات خلال دورة الألعاب الأولمبية الصيفية 2004.

## المجموعة ب

### الصين
التشكيلة التالية هي لتشكيلة منتخب الصين في مسابقة كرة السلة للسيدات في دورة الألعاب الأولمبية الصيفية 2004.

### جمهورية التشيك
التشكيلة التالية هي لتشكيلة منتخب جمهورية التشيك في مسابقة كرة السلة للسيدات في دورة الألعاب الأولمبية الصيفية 2004.

### نيوزيلندا
فيما يلي قائمة لاعبات نيوزيلندا في بطولة كرة السلة للسيدات في دورة الألعاب الأولمبية الصيفية 2004.

### كوريا الجنوبية
فيما يلي قائمة لاعبات كوريا الجنوبية في بطولة كرة السلة للسيدات في دورة الألعاب الأولمبية الصيفية 2004.

### إسبانيا
الآتي هو تشكيل منتخب إسبانيا في مسابقة كرة السلة للسيدات في دورة الألعاب الأولمبية الصيفية 2004.

### الولايات المتحدة
الآتي هو تشكيل منتخب الولايات المتحدة في مسابقة كرة السلة للسيدات في دورة الألعاب الأولمبية الصيفية 2004.

## وصلات خارجية
- التقرير الأولمبي الرسمي نسخة محفوظة 2011-05-23 على موقع واي باك مشين.